# Riquinho (filme)
Richie Rich, estilizado como Ri¢hie Ri¢h, (bra/prt: Riquinho) é um filme estadunidense de 1994, dos gêneros comédia familiar e aventura, dirigido por Donald Petrie e estrelado por Macaulay Culkin, com roteiro baseado nas histórias em quadrinhos de mesmo nome da Harvey Comics lançadas na década de 1950.
Em 1998, foi lançada uma sequência diretamente em vídeo chamada Richie Rich's Christmas Wish, sem a presença do elenco deste filme.

## Sinopse
Riquinho Rico é o menino mais rico do mundo, mas não é completamente feliz porque o que ele mais deseja é se divertir e poder jogar beisebol com as crianças normais. Após um acidente de avião, o Sr. Ricardo e a Sra. Regina Rico são dados como como mortos e Riquinho se vê as voltas com o plano do ganancioso executivo Lawrence Van Dough, que planeja se apossar das Indústria Rico e roubar a fortuna de sua família.
Com a ajuda do seu fiel companheiro e mordomo Caldbury, do cão Dólar e de seus novos amigos, Riquinho terá de combater Van Dough, salvar o patrimônio da família e encontrar seus pais desaparecidos.

## Elenco

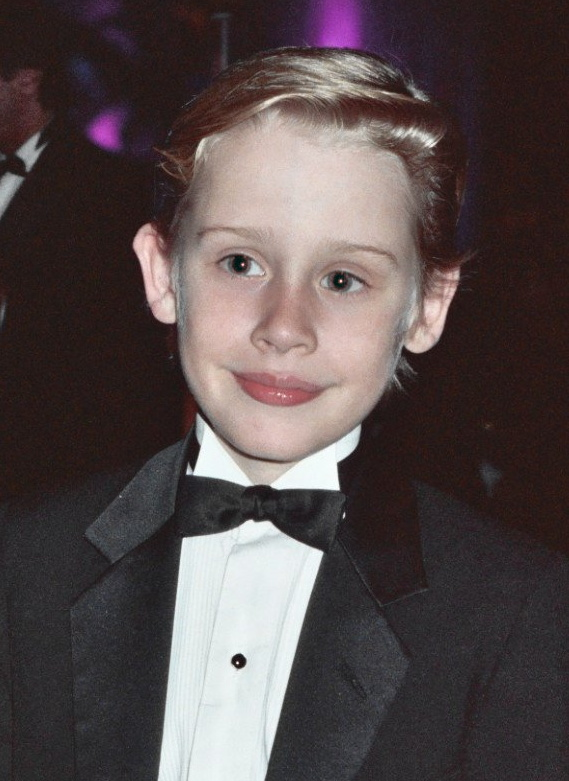
Macaulay Culkin, o astro de Riquinho

- Macaulay Culkin como  Ricardo "Riquinho" Rico, Jr.
  - Rory Culkin como o pequeno Riquinho
- John Larroquette como Laurence Van Dough, o ganancioso CFO das Indústrias Rico, que planeja roubar a fortuna da família.
- Jonathan Hyde como Herbert Arthur Runcible Cadbury, o mordomo confiável da família Rico e confidente de Riquinho.
- Edward Herrmann como Ricardo Rich, pai de Riquinho.
- Christine Ebersole como Regina Rico, a mãe de Riquinho.
- Mike McShane como o professor Keenbean, um brilhante inventor que trabalha para a família Rico.
- Chelcie Ross como Ferguson, o rude chefe de segurança da família Rico. Ele e outros agentes de segurança juntam-se a Van Dough para assumir o império de Riquinho.
- Reggie Jackson como ele mesmo (Treinador de beisebol)
- Stephi Lineburg como Gloria Pazinski, amiga de Riquinho.
- Mariangela Pino como Diane Pazinski, a mãe de Gloria. Ela começa a ter um relacionamento com Cadbury.
- Joel Robinson como Omar, um dos amigos de Riquinho.
- Jonathan Hilario como Pee Wee, um dos amigos de Richie que é um glutão.
- Ben Stein como professor de economia
- Claudia Schiffer como ela mesma (Instrutora de aeróbica)

## Sequência
Richie Rich's Christmas Wish é uma sequência de 1998, lançada diretamente em vídeo, e estrelada por David Gallagher no papel-título.

## Recepção
No site agregador de críticas Rotten Tomatoes, 24% das 21 avaliações dos críticos são positivas. O consenso diz: "Com Macaulay Culkin mal registrando qualquer emoção (...) [o filme é] desarticulado e sem um senso de diversão e admiração".